# Savigny-en-Terre-Plaine
Savigny-en-Terre-Plaine ist eine französische Gemeinde mit 184 Einwohnern (Stand 1. Januar 2022) im Département Yonne in der Region Bourgogne-Franche-Comté (vor 2016 Bourgogne); sie gehört zum Arrondissement Avallon und zum Kanton Chablis (bis 2015 Guillon).

## Geographie
Savigny-en-Terre-Plaine liegt etwa 60 Kilometer von Auxerre. Umgeben wird Savigny-en-Terre-Plaine von den Nachbargemeinden Cisery im Norden und Nordwesten, Guillon im Norden und Nordosten, Toutry im Nordosten, Sauvigny-le-Beuréal im Osten, Saint-André-en-Terre-Plaine im Süden und Westen sowie Trévilly im Nordwesten.

## Bevölkerungsentwicklung
| Jahr                      | 1962 | 1968 | 1975 | 1982 | 1990 | 1999 | 2006 | 2013 |
| Einwohner                 | 223  | 260  | 220  | 202  | 180  | 151  | 142  | 152  |
| Quelle: Cassini und INSEE |      |      |      |      |      |      |      |      |

## Sehenswürdigkeiten
- Kirche Saint-Bénigne aus dem 12. Jahrhundert, seit 1908 Monument historique
- Schloss Ragny, ursprünglich aus dem 12. Jahrhundert, Umbauten aus dem 15. Jahrhundert
- Waschhaus, Monument historique

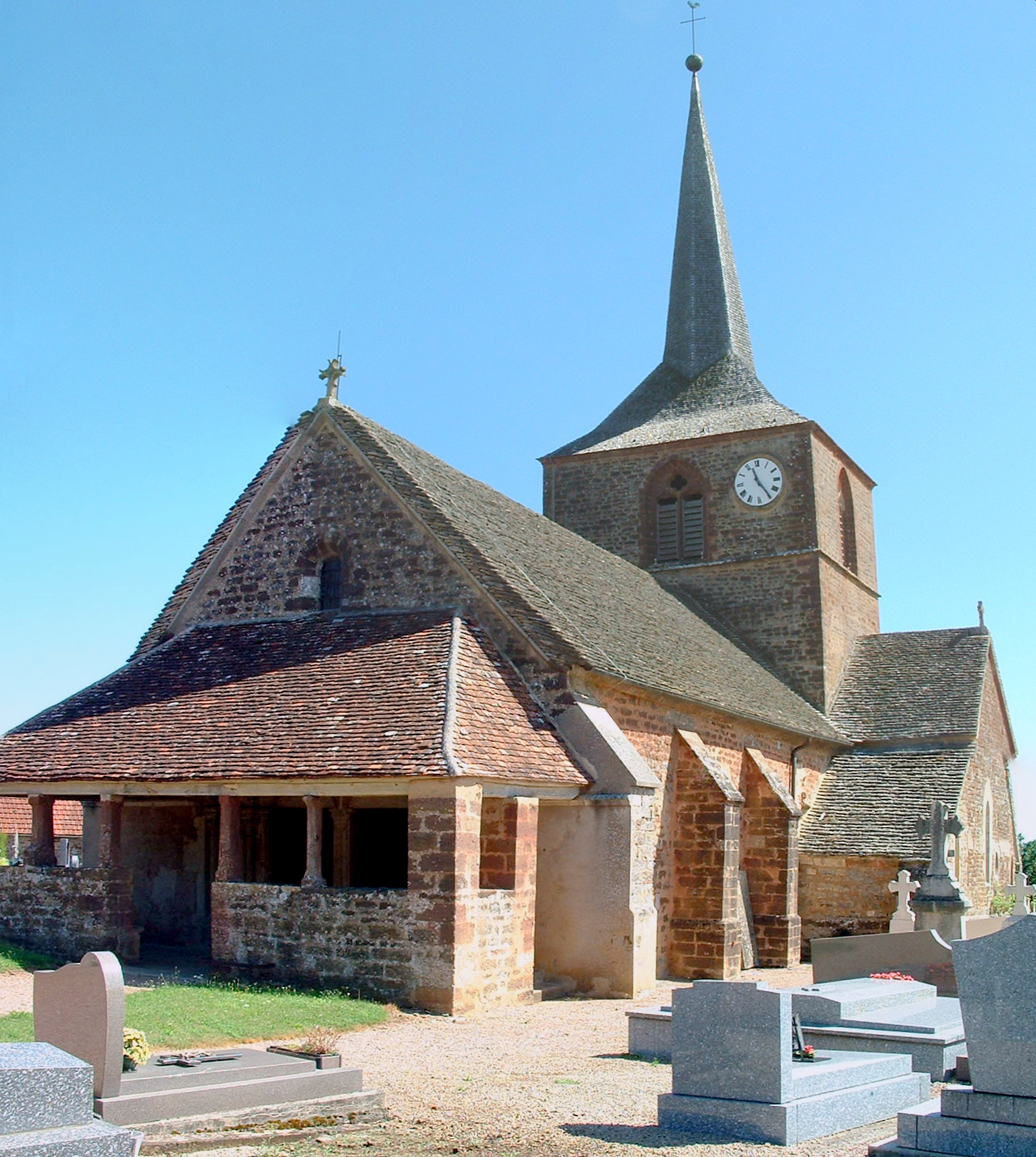
Kirche Saint-Bénigne
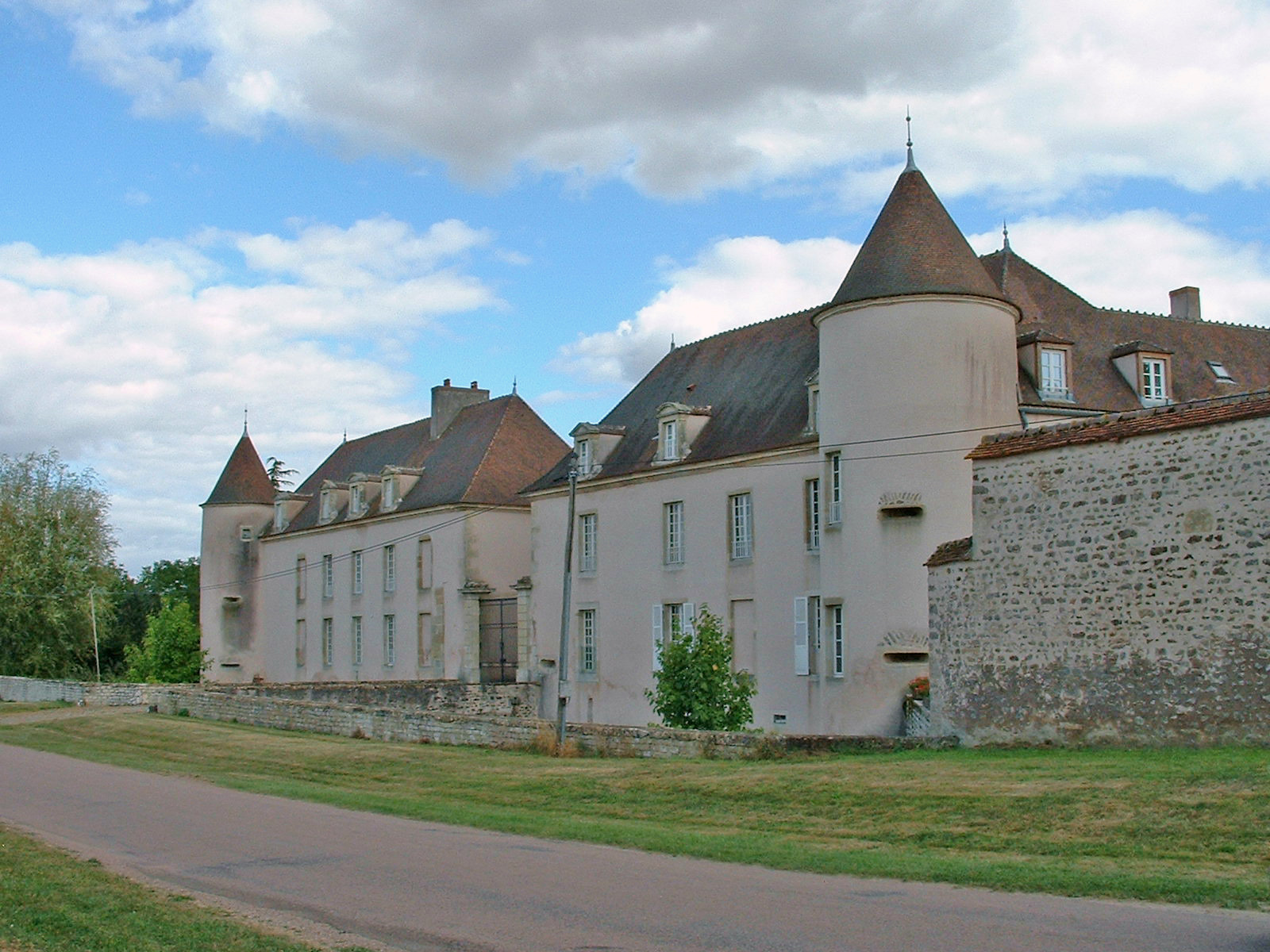
Schloss Ragny